# Paulie Gualtieri
Peter Paul "Paulie Walnuts" Gualtieri, interpretado por Tony Sirico, es un personaje ficticio de la serie de HBO, Los Soprano, creada por David Chase. Es el Capo, y más tarde subjefe, de la familia criminal Soprano.

## Biografía
Peter Paul Gualtieri, hijo de Gennaro Gualtieri (aunque más tarde se revela que su padre biológico era un soldado de la Segunda Guerra Mundial llamado "Russ"), fue un chico de la calle problemático desde los nueve años. Salió de la escuela en noveno grado y pasó la mayor parte de su adolescencia en correccionales juveniles. Con 17 años se convirtió en guardaespaldas de "Johnny Boy" Soprano, el padre de Tony y jefe de la familia criminal DiMeo. Su madre, que más tarde se revela que es su tía, trabajó en una tienda de donuts llamada Krispy Kreme durante la infancia y los comienzos de la madurez de Paulie, momento en que se jubiló. El abuelo de Paulie, un inmigrante italiano que llegó a Estados Unidos en 1910, era de Ariano Irpino, un pueblo de la provincia de Avellino, en la región italiana de Campania. El abuelo de Paulie y el abuelo paterno de Tony procedían de esa provincia italiana. Paulie pasó cuatro años en el ejército, aunque fue dado de baja por problemas psiquiátricos. Además, pasó varias etapas en prisión por varios crímenes. Finalmente se asentó en su ocupación de capitán en la familia criminal DiMeo y casi seis años después de que Tony Soprano se convirtiera en el Jefe de Nueva Jersey, Paulie fue ascendido a subjefe, mientras que Christopher Moltisanti pasaba a ocupar el cargo que venía desempeñando Paulie.
El apodo de Paulie, "Walnuts" (nueces, en castellano), se debe al secuestro de un camión a comienzos de los años 1990, que creía que contenía televisores pero portaba únicamente nueces. El apellido se tomó del mafioso real Frank Gualtieri, miembro de la familia DeCavalcante, que trabajó para Vincent Palermo.
Paulie es uno de los personajes más coloridos de la serie. A menudo referido como un reputado psicópata sin sentimientos, Paulie es muy paranoico y en ocasiones menciona las experiencias sobrenaturales que ha vivido, como déjà vu, al ver a la Virgen María. Durante la trama, Paulie muestra una total lealtad a Tony Soprano. En el episodio final de la primera temporada, "Soñé con Jeannie Cusamano", en el que Tony revela a su grupo que lleva viendo a un psicólogo durante un año, Paulie también confiesa haber visto también a un terapeuta durante un tiempo y con el que aprendió a "sobrellevar unos asuntos". Paulie es uno de los amigos de confianza del círculo de Tony junto a Silvio Dante y Christopher Moltisanti.

## Familia Gualtieri
|  |  |      |      |      |      |                               |                               |                               |                               |                               |                               |        |        |        |        |  |  |                          |                          |                          |                          |                          |                          |  |  |                      |                      |                      |                      |                      |                      |  |  |      |      |      |      |      |      |  |  |  |  |  |  |  |  |  |  |  |  |
|  |  |      |      |      |      |                               |                               |                               |                               |                               |                               |        |        |        |        |  |  |                          |                          |                          |                          |                          |                          |  |  |                      |                      |                      |                      |                      |                      |  |  |      |      |      |      |      |      |  |  |  |  |  |  |  |  |  |  |  |  |
|  |  | Russ | Russ | Russ | Russ | Russ                          | Russ                          |                               |                               | Dottie                        | Dottie                        | Dottie | Dottie | Dottie | Dottie |  |  | Gennaro Gualtieri        | Gennaro Gualtieri        | Gennaro Gualtieri        | Gennaro Gualtieri        | Gennaro Gualtieri        | Gennaro Gualtieri        |  |  | Marianucci Gualtieri | Marianucci Gualtieri | Marianucci Gualtieri | Marianucci Gualtieri | Marianucci Gualtieri | Marianucci Gualtieri |  |  | Mary | Mary | Mary | Mary | Mary | Mary |  |  |  |  |  |  |  |  |  |  |  |  |
|  |  | Russ | Russ | Russ | Russ | Russ                          | Russ                          |                               |                               | Dottie                        | Dottie                        | Dottie | Dottie | Dottie | Dottie |  |  | Gennaro Gualtieri        | Gennaro Gualtieri        | Gennaro Gualtieri        | Gennaro Gualtieri        | Gennaro Gualtieri        | Gennaro Gualtieri        |  |  | Marianucci Gualtieri | Marianucci Gualtieri | Marianucci Gualtieri | Marianucci Gualtieri | Marianucci Gualtieri | Marianucci Gualtieri |  |  | Mary | Mary | Mary | Mary | Mary | Mary |  |  |  |  |  |  |  |  |  |  |  |  |
|  |  |      |      |      |      |                               |                               |                               |                               |                               |                               |        |        |        |        |  |  |                          |                          |                          |                          |                          |                          |  |  |                      |                      |                      |                      |                      |                      |  |  |      |      |      |      |      |      |  |  |  |  |  |  |  |  |  |  |  |  |
|  |  |      |      |      |      |                               |                               |                               |                               |                               |                               |        |        |        |        |  |  |                          |                          |                          |                          |                          |                          |  |  |                      |                      |                      |                      |                      |                      |  |  |      |      |      |      |      |      |  |  |  |  |  |  |  |  |  |  |  |  |
|  |  |      |      |      |      | Peter Paul "Paulie" Gualtieri | Peter Paul "Paulie" Gualtieri | Peter Paul "Paulie" Gualtieri | Peter Paul "Paulie" Gualtieri | Peter Paul "Paulie" Gualtieri | Peter Paul "Paulie" Gualtieri |        |        |        |        |  |  | Gerald "Gerry" Gualtieri | Gerald "Gerry" Gualtieri | Gerald "Gerry" Gualtieri | Gerald "Gerry" Gualtieri | Gerald "Gerry" Gualtieri | Gerald "Gerry" Gualtieri |  |  | Rose Gualtieri       | Rose Gualtieri       | Rose Gualtieri       | Rose Gualtieri       | Rose Gualtieri       | Rose Gualtieri       |  |  |      |      |      |      |      |      |  |  |  |  |  |  |  |  |  |  |  |  |
|  |  |      |      |      |      | Peter Paul "Paulie" Gualtieri | Peter Paul "Paulie" Gualtieri | Peter Paul "Paulie" Gualtieri | Peter Paul "Paulie" Gualtieri | Peter Paul "Paulie" Gualtieri | Peter Paul "Paulie" Gualtieri |        |        |        |        |  |  | Gerald "Gerry" Gualtieri | Gerald "Gerry" Gualtieri | Gerald "Gerry" Gualtieri | Gerald "Gerry" Gualtieri | Gerald "Gerry" Gualtieri | Gerald "Gerry" Gualtieri |  |  | Rose Gualtieri       | Rose Gualtieri       | Rose Gualtieri       | Rose Gualtieri       | Rose Gualtieri       | Rose Gualtieri       |  |  |      |      |      |      |      |      |  |  |  |  |  |  |  |  |  |  |  |  |
|  |  |      |      |      |      |                               |                               |                               |                               |                               |                               |        |        |        |        |  |  |                          |                          |                          |                          |                          |                          |  |  | Paulie Germani       |                      |                      |                      |                      |                      |  |  |      |      |      |      |      |      |  |  |  |  |  |  |  |  |  |  |  |  |